# Afrykańska królowa (film)
Afrykańska królowa (ang. The African Queen) – amerykańsko-brytyjski film przygodowy z 1951 roku w reżyserii Johna Hustona na podst. powieści C.S. Forestera pod tym samym tytułem. W 1994 roku został wprowadzony do Narodowego Rejestru Filmowego Stanów Zjednoczonych jako film „znaczący kulturowo, historycznie bądź estetycznie”.
Polska premiera odbyła się w podwójnym pokazie z zachodnioniemieckim krótkometrażowym dokumentem Punkt po punkcie (1957).

## Fabuła

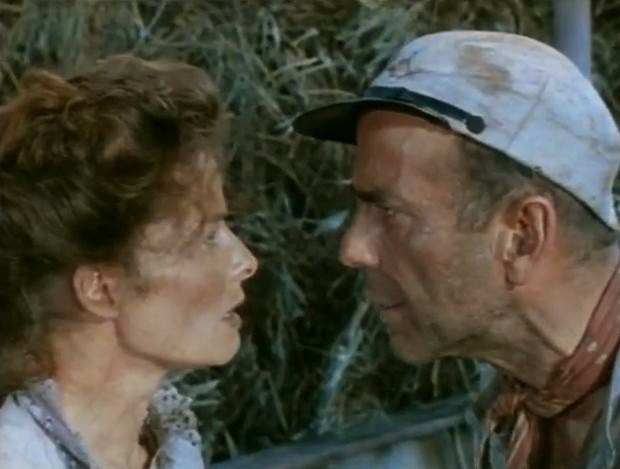
Katharine Hepburn i Humphrey Bogart w scenie z filmu

Akcja dzieje się w Niemieckiej Afryce Wschodniej w sierpniu 1914 roku, na statku handlowym płynącym przez rzekę Kongo. Kanadyjczyk Charlie Allnut, właściciel łodzi parowej Afrykańska królowa dostarcza pocztę i zaopatrzenie miejscowym misjonarzom, Brytyjczykom Samuelowi Sayerowi i jego siostrze Rose. Allnut mówi im o wybuchu wojny w Europie. Sayerowie chcą pozostać w afrykańskiej wiosce Kungdu, gdzie prowadzą misję, jednak wioskę atakuje niemiecki oddział kolonialny. W wyniku ataku Sayer zapada na gorączkę, na którą wkrótce umiera. Przybyły Allnut decyduje przewieźć Rose w bezpieczne miejsce.
Allnut wyjaśnia, że Niemcy chcą przy wykorzystaniu tubylców zdobyć Afrykę Środkową. Z kolei Brytyjczycy nie są w stanie zaatakować Niemców ze względu na obecność dużej kanonierki Luiza patrolującej duże jezioro w dole rzeki. Rose wpada na pomysł, by napełnić butle żelatyną wybuchową i zaatakować Luizę. Po krótkiej perswazji Allnut zgadza się z planem. Mężczyzna nie zdaje sobie jednak sprawy, że będzie musiał stawić czoła nie tylko Niemcom, ale i wielu nawykom samej Rose. Zmusza ona go do porzucenia alkoholu i stara się go ucywilizować. Z kolei Rose uczy się sterowania, a także dopada ją euforia po pokonaniu bystrzyny. Wkrótce para zaczyna mieć ku sobie.
Kiedy Afrykańska królowa mija niemiecką twierdzę Shona, tamtejsi żołnierze zaczynają strzelać do łodzi, uszkadzając kocioł. Allnutowi udaje się ponownie podłączyć wąż ciśnieniowy w chwili, gdy mają wpłynąć do kolejnych bystrzyn. Po zażeganiu kłopotów Allnut i Rose się obejmują i całują. Przeprawa przez kolejne bystrzyny kończy się uszkodzeniem wału napędowego łodzi. Na lądzie tworzona jest prymitywna kuźnia, w której Allnut z Rose wykonują nową śrubę, pozwalającą na dalszą żeglugę. Afrykańska królowa utyka w mokradłach. Pozbawiona zapasów i wody pitnej para powoli godzi się z tym, że wkrótce umrze. Allnut nie żałuje, że wyruszył z Rose, która odmawia cichą modlitwę. Nadchodzi burza. Ulewa powoduje podniesienie się poziomu wody w rzece i tym samym Afrykańska królowa wydostaje się z bagien.
Na pełnym jeziorze Allnut i Rose dostrzegają patrolującą Luizę. Opracowują detonatory i umieszczają torpedy na dziobie. Allnut i Rose nocą nakierowywują łódź, chcąc ustawić ją na kursie kolizyjnym. Nadchodzi sztorm powodujący wywrócenie się Afrykańskiej królowej i wyrzucenie jej pasażerów do wody. Allnut traci z oczu Rose, po czym zostaje schwytany przez załogę Luizy i oskarżony o szpiegostwo na rzecz Armii Brytyjskiej. Chce zaprzeczyć, ale wkrótce zostaje odnaleziona Rose. W końcu oboje wyznają prawdę, uznając że nie mają nic do stracenia. Zostają skazani na powieszenie. Jako ostatnie życzenie Allnut prosi kapitana o udzielenie ślubu. Gdy wyrok ma zostać wykonany, Luiza zderza się z zanurzoną do góry dnem Afrykańską królową i detonuje torpedy. Allnut i Rose uciekają z tonącej kanonierki i uradowani płyną w bezpieczne miejsce. Zamierzają przedostać się do Kenii.

## Obsada
- Humphrey Bogart jako Charlie Allnut
- Katharine Hepburn jako Rose Sayer
- Robert Morley jako wielebny Samuel Sayer
- Peter Bull jako kapitan Luizy
- Theodore Bikel jako pierwszy oficer Luizy
- Walter Gotell jako drugi oficer Luizy
- Peter Swanwick jako pierwszy oficer fortu Shona
- Richard Marner jako drugi oficer fortu Shona

## Nagrody
W 1952 r. film otrzymał cztery nominacje do Oscara, dla Humphreya Bogarta i Katharine Hepburn za najlepsze role, dla Johna Hustona za reżyserię oraz dla Jamesa Agee i Johna Hustona za scenariusz adaptowany. Oscara (jedynego w karierze, obok dwóch nominacji) otrzymał Humphrey Bogart.
| Nagroda                                        | Kategoria                       | Nominowani              | Wynik     | Źródło |
| ---------------------------------------------- | ------------------------------- | ----------------------- | --------- | ------ |
| Nagroda Akademii Filmowej                      | Najlepszy reżyser               | John Huston             | Nominacja | [ 6 ]  |
| Nagroda Akademii Filmowej                      | Najlepszy aktor                 | Humphrey Bogart         | Wygrana   | [ 6 ]  |
| Nagroda Akademii Filmowej                      | Najlepsza aktorka               | Katharine Hepburn       | Nominacja | [ 6 ]  |
| Nagroda Akademii Filmowej                      | Najlepsza scenariusz adaptowany | John Huston, James Agee | Nominacja | [ 6 ]  |
| Nagroda Brytyjskiej Akademii Filmowej          | Najlepszy film                  | Afrykańska królowa      | Nominacja | [ 7 ]  |
| Nagroda Brytyjskiej Akademii Filmowej          | Najlepszy zagraniczny aktor     | Humphrey Bogart         | Wygrana   | [ 7 ]  |
| Stowarzyszenie Nowojorskich Krytyków Filmowych | Najlepszy film                  | Afrykańska królowa      | Nominacja | [ 8 ]  |
| Stowarzyszenie Nowojorskich Krytyków Filmowych | Najlepszy reżyser               | John Huston             | Nominacja | [ 8 ]  |
| Stowarzyszenie Nowojorskich Krytyków Filmowych | Najlepszy aktorka               | Katharine Hepburn       | Nominacja | [ 8 ]  |